# Marc Maron

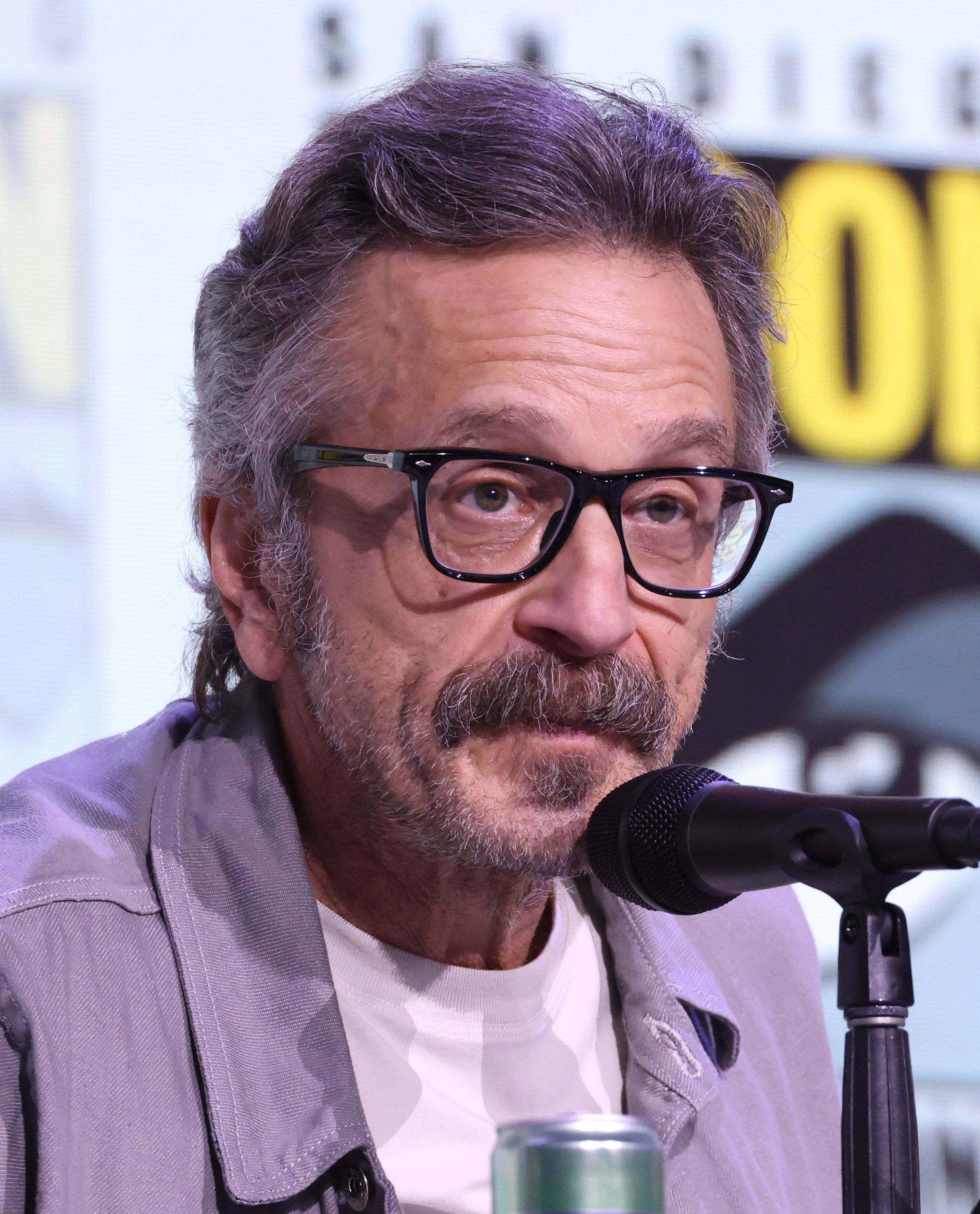
Marc Maron (2025)

Marc Maron (geboren am 27. September 1963) ist ein US-amerikanischer Comedian, Podcaster, Autor, Schauspieler, Musiker und Regisseur.
Seit September 2009 produziert und moderiert er den zweimal pro Woche erscheinenden Podcast WTF with Marc Maron, der ständig Spitzenpositionen in den iTunes-Downloadcharts erreicht. Von 2013 bis 2016 war er in der selbst konzipierten, autobiographisch gefärbten Sitcom Maron in der Hauptrolle zu sehen, von 2017 bis 2019 in der Rolle des Sam Sylvia in der Netflix-Serie GLOW. Er war mehrmals zu Gast in der Late Show with David Letterman und hatte über vierzig Auftritte in der Show Late Night with Conan O’Brien, mehr als jeder andere Gast.

## Leben
Marc Maron wurde in New Jersey geboren. Seine Eltern sind der Chirurg Barry Maron und die Maklerin Toby Maron. Weitere Stationen seiner Kindheit waren Alaska und Albuquerque (New Mexico). Er besuchte die Highland High School und die Boston University, die er mit einem Abschluss in englischer Literatur verließ. Er liebt Katzen und spricht sowohl in seiner Sendung als auch auf der Bühne und in Interviews offen über seine frühere Alkohol- und Drogenabhängigkeit, die er im August 1999 besiegte. Er war zweimal verheiratet und hatte Beziehungen zu Moon Zappa und Lynn Shelton.
Mit 24 Jahren begann Marc Maron seine Standupkarriere in Los Angeles. Seither ist er regelmäßig sowohl in vielen Comedyclubs der Vereinigten Staaten als auch im Fernsehen zu sehen. Unter anderem löste er Jon Stewart als Moderator des Short Attention Span Theatres ab. Auf der Bühne spricht er häufig sein eigenes Leben sowie sehr private Themen an und greift häufig auf sein Improvisationstalent zurück. Im Jahr 2000 hatte er eine kleine Nebenrolle in Cameron Crowes Film Almost Famous – Fast berühmt und 2015 einen Auftritt in Sharknado 3. Sowohl in der Show Louie, die von seinem guten Freund Louis C.K. in Eigenregie produziert wird, als auch in der Serie Girls hatte er einige Gastauftritte. Des Weiteren moderierte er mehrere politische Radiosendungen, unter anderem für Air America. 2017 übernahm er eine Hauptrolle in der Serie GLOW. Im Jahr 2019 war er in einer Nebenrolle in Joker zu sehen.

## WTF Podcast
Air America entließ Marc Maron und einige weitere Mitarbeiter im Jahr 2009 und musste kurz darauf Insolvenz anmelden und den Betrieb einstellen, versäumte es aber, die Schlüssel der Mitarbeiter einzusammeln. Marc Maron benutze seinen Schlüssel, um die ersten Ausgaben seines Podcasts nachts in seinem alten Büro heimlich aufzuzeichnen. WTF gehört nicht nur zu den ersten Podcasts überhaupt, sondern gehört mittlerweile laut iTunes zu den erfolgreichsten und meistgehörten Podcasts überhaupt. Jede Ausgabe beginnt mit einem kurzen Monolog zu verschiedensten Themen, gefolgt von einem sehr ausführlichen und meist sehr amüsanten und persönlichen Interview mit einer prominenten Persönlichkeit – zumeist Comedians, Schauspieler, Musiker oder Autoren. Im Durchschnitt erreicht der Podcast über 200.000 Downloads pro Folge und am 9. Dezember 2013 wurde der insgesamt 100.000.000. Download verzeichnet. Im Jahr 2014 kürte Rolling Stone WTF zum besten Comedypodcast überhaupt. Nach ca. 20 Ausgaben begann Marc Maron die Podcasts in der Garage seines Hauses in Los Angeles aufzunehmen. Die ersten Gäste waren zumeist Freunde aus der Comedyszene. Mittlerweile waren viele prominente und weltweit bekannte Persönlichkeiten zu Gast in Marc Marons Garage, so auch Präsident Barack Obama im Juni 2015.
2012 wurde WTF von Comedy Central zum besten Comedypodcast ernannt, im Dezember 2014 kürte Slate das Interview mit Louis C.K. zum besten Podcast aller Zeiten.

## Comedy-Programme
- 2002: Not Sold Out
- 2006: Tickets Still Available
- 2009: Final Engagement
- 2011: This Has to Be Funny
- 2013: Thinky pain
- 2015: More Later
- 2017: Too Real
- 2018: Too Real
- 2020: End Times Fun
- 2023: From Bleak to Dark

## Bücher
- The Jerusalem Syndrome - My Life As a Reluctant Messiah. New York: Broadway Books, 2001.
- Attempting Normal. New York: Spiegel & Grau, 2014.
- Mit Brendan McDonald: Waiting for the Punch: Words to Live by from the WTF Podcast. New York: Flatiron Books, 2017.

## Filmografie (Auswahl)
- 1997: Who’s the Caboose?
- 1999: Los Enchiladas!
- 2000: Almost Famous – Fast berühmt (Almost Famous)
- 2008: A Bad Situationist
- 2012: Sleepwalk with Me
- 2012: All Wifed Out
- 2013–2016 Maron (Fernsehserie, 51 Episoden, bei einigen Folgen auch Drehbuch und Regie)
- 2015: Girls (Fernsehserie, 2 Episoden)
- 2015: Frank and Cindy
- 2015: Sharknado 3 (Sharknado 3: Oh Hell No!, uncredited Cameo)
- 2016: Get a Job
- 2016: Flock of Dudes
- 2016: Mike and Dave Need Wedding Dates
- 2016–2019: Easy (Fernsehserie, 3 Episoden)
- 2017–2019: GLOW (Fernsehserie)
- 2019: Sword of Trust
- 2019: Joker
- 2020: Stardust
- 2021: Respect
- 2022: To Leslie
- 2022: DC League of Super-Pets (Stimme)
- 2022: Die Gangster Gang (The Bad Guys) (Stimme)
- 2024: The Order